# Ruta 4210 (Lima)
La ruta 4210 o "la 32A" es una ruta de transporte público del área metropolitana de Lima, que conecta los distritos de Ate y San Martín de Porres. El trayecto de esta ruta consta de 120 y 115 paradas dependiendo de la dirección y dura aproximadamente entre 2 y 3 horas.

## Características
Esta ruta de transporte público está administrada por la Empresa de Transportes Virgen de la Asunción S.A. (EVIFASA), la cual gestiona también la ruta IM57, que transita por la urbe limeño-chalaca.

### Autorización
La ruta 4210 se encuentra autorizada por la Municipalidad Metropolitana de Lima (MML) y la Autoridad de Transporte Urbano (ATU).

## Trayecto
Los autobuses de la ruta 4210 (aprox. 70) comienzan a operar a las 5:00 a.m. y terminan a las 11:00 p.m. por los distritos de Ate, Santa Anita, San Luis, La Victoria, Lince, Jesús María, Breña, Lima, San Martín de Porres, Callao y Los Olivos en las provincias de Lima y del Callao; pasando por importantes lugares, tales como las estaciones Óvalo Santa Anita y Evitamiento, la Villa Deportiva Nacional, la Universidad Nacional Mayor de San Marcos, y óvalo de Huandoy.

### Terminales
Su terminal de ida se encuentra en la urbanización Las Gardenias, en Ate y su terminal de vuelta se encuentra en la urbanización Los Huertos de Naranjal, en San Martín de Porres.

### Recorrido
| Dirección                      | Avenidas y calles |
| ------------------------------ | --- |
| Ida Hacia San Martín de Porres | Av. Las Gaviotas - C. Primero de Mayo - C. 10 - Av. Camino Real - Av. de La Cultura - Av. Los Chancas - Av. Los Ruiseñores - Av. Los Eucaliptos - Av. Francisco Bolognesi - Av. Nicolás Ayllón - Av. Santa Rosa - Av. Benjamín Franklin - Av. Separadora Industrial - Av. Las Torres - Av. Domingo Nieto - Av. Circunvalación - Av. Canadá - Av. José Pardo de Zela - Av. Petit Thouars - Av. Alejandro Tirado - Av. Cuba - Av. República Dominicana - Av. General Garzón - Jr. Talara - Jr. Orbegozo - Av. Arica - Jr. Varela - Av. Aguarico - Av. Bolivia - Jr. Carhuaz - Av. Venezuela - Prol. Av. Arica - Av. Naciones Unidas - Av. Venezuela - Av. Universitaria - Av. Ramón Herrera - Av. Universitaria - Av. Perú - C. Huancayo - Av. 12 de Octubre - Av. José Granda - Av. Los Dominicos - Av. Tomás Valle - Av. Pacasmayo - Av. Canta Callao - Av. Naranjal - Av. Los Próceres de Huandoy - Av. A - Av. Canta Callao - Av. Periférica Meléndez Loayza. |
| Vuelta Hacia Ate               | Av. Periférica Meléndez Loayza - Av. Canta Callao - Av. A - Av. Los Próceres de Huandoy - Av. Naranjal - Av. Canta Callao - Av. Pacasmayo - Av. Tomás Valle - Av. Los Dominicos - Av. José Granda - Av. 12 de Octubre - Av. Perú - Av. Universitaria - Av. Óscar Benavides - Av. Aurelio García y García - Jr. Victor Sarria - Jr. Reynaldo Saavedra - Av. Luis Braille - Prol. Av. Arica - Av. Naciones Unidas - Jr. Sullana - Jr. Tavara - Jr. Cutervo - Av. Tingo María - Av. Venezuela - Av. Arica - Av. Tingo María - Jr. Carhuaz - Jr. Loreto - Av. Bolivia - Jr. Jorge Chávez - Jr. Olmeda - Jr. Huaraz - Jr. Castrovirreyna - Jr. Canterac - Av. Arnaldo Márquez - Av. José María Plaza - Av. 6 de Agosto - Av. Salaverry - Av. Cuba - Av. Arenales - Av. José Pardo de Zela - Av. Canadá - Av. Circunvalación - Av. Domingo Nieto - Av. Las Torres - Av. Separadora Industrial - Av. Benjamín Franklin - Av. Santa Rosa - Av. Nicolás Ayllón - Av. Los Cipreses - Av. 7 de Junio - Av. Francisco Bolognesi - Av. Los Eucaliptos - Av. Los Ruiseñores - Av. Los Chancas - Av. de La Cultura - Av. Camino Real - C. 10 - C. Primero de Mayo - Av. Las Gaviotas. |

Avenidas y calles donde transita la ruta 4210  por las obras de la Línea 2 en las avenidas Venezuela y Arica.

## Rutas relacionadas
IM57 (San Martín de Porres - Ate), IM40 (Callao - Ate).